# Артър Йънг
Артър Йънг (на английски: Arthur Young) е английски общественик, икономист и публицист.

## Биография
Роден е на 11 септември 1741 година в Лондон в семейството на англикански духовник. След кратък опит да се занимава със земеделие, той става журналист и започва да публикува текстове на селскостопанска тематика, създава си репутация в тази област и е приет в Кралското дружество. Става известен като защитник на правата на селскостопанските работници, а след това и като противник на Френската революция.
Артър Йънг умира на 12 април 1820 година в Лондон.